# Felix Otto
Felix Otto (Munique, 19 de maio de 1966) é um matemático alemão.
Foi eleito em 2008 membro da Leopoldina.